# Jíbaro
Jíbaro ist eine aus dem Taíno abgeleitete abwertende Bezeichnung für einen der aus dem zentralen Gebirge der Insel stammenden Puerto-Ricaner, der zum Symbol der traditionellen Boricua sowie seiner Musik, Kultur etc. geworden ist.